# اورتوگونیوسور
اورتوگونیوسور(نام علمی: Orthogoniosaurus matleyi) نام یک گونه از راسته خزنده‌کفلان است.